# Marcin Gocejna
Marcin Gocejna (ur. 24 czerwca 1976 w Płocku) – polski piłkarz, występujący na pozycji pomocnika.

## Kariera
Jest wychowankiem Petrochemii Płock. Do pierwszej drużyny trafił w 1993 roku. W sezonie 1993/1994 wywalczył z klubem awans do I ligi. Zadebiutował w niej 18 marca 1995 roku w wygranym 1:0 spotkaniu z Pogonią Szczecin. Po spadku do II ligi, Petrochemia ponownie awansowała do najwyższej klasy rozgrywek w 1997 roku. Ogółem Gocejna w I lidze w barwach Petrochemii/Orlenu wystąpił w 38 spotkaniach, strzelając dwa gole. W latach 2001–2002 występował w rezerwach klubu. W rundzie wiosennej sezonu 2002/2003 grał w Jagiellonce Nieszawa, dla której strzelił trzy bramki. Po kontuzji kolana już nie wrócił na boisko. Od 2004 r. realizuje się w projektach nie związanych ze sportem. 

## Statystyki ligowe
| Sezon         | Klub                 | Liga    | Mecze | Gole |
| ------------- | -------------------- | ------- | ----- | ---- |
| 1993/1994     | Petrochemia Płock    | II liga | 2     | 0    |
| 1994/1995     | Petrochemia Płock    | I liga  | 15    | 2    |
| 1995/1996     | Petrochemia Płock    | II liga | 17    | 1    |
| 1996/1997     | Petrochemia Płock    | II liga | 30    | 4    |
| 1997/1998     | Petrochemia Płock    | I liga  | 18    | 0    |
| 1998/1999     | Petrochemia Płock    | II liga | 7     | 0    |
| 1999/2000     | Petro Płock          | I liga  | 0     | 0    |
| 2000/2001     | Orlen Płock          | I liga  | 5     | 0    |
| 2001/2002     | Orlen II Płock       | IV liga | ?     | ?    |
| 2002/2003 (j) | Wisła II Płock       | IV liga | ?     | ?    |
| 2002/2003 (w) | Jagiellonka Nieszawa | IV liga | ?     | 3    |